# Wohnhaus Schnoor 12

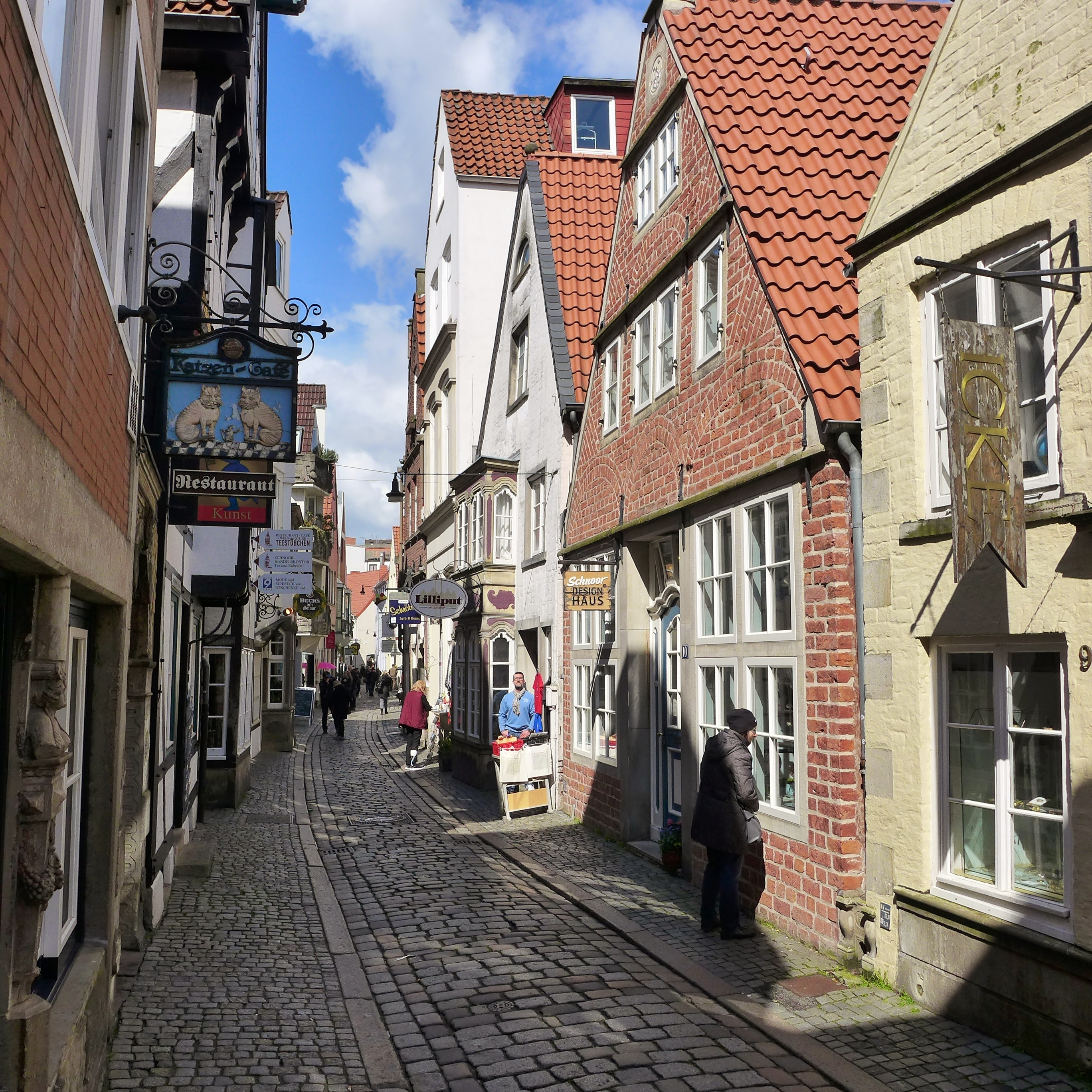
Schnoor 12, viertes Haus von rechts

Das Wohnhaus Schnoor 12 befindet sich in Bremen, Stadtteil Mitte im  Schnoorviertel, Schnoor 12. Es entstand im 19. Jahrhundert.
Das Gebäude steht seit 1973 unter Bremer Denkmalschutz.

## Geschichte
Die ursprüngliche Bevölkerung des Schnoors bestand überwiegend aus Flussfischern und Schiffern. In der Epoche des Klassizismus und des Historismus entstanden von um 1800 bis 1890 die meisten oft kleinen Gebäude. Im weiteren Verlauf wurde es zum Arme-Leute-Viertel, das in weiten Bereichen verfiel – vor allem nach dem Zweiten Weltkrieg.
1959 wurde von der Stadt ein Ortsstatut zum Schutz der erhaltenswerten Bausubstanz beschlossen. Die Häuser wurden dokumentiert und viele seit den 1970er Jahren unter Denkmalschutz gestellt. Ab den 1960er Jahren fanden mit Unterstützung der Stadt Sanierungen, Lückenschließungen und Umbauten im Schnoor statt.
Das dreigeschossige, verputzte Giebelhaus mit einem Satteldach und den Fenstern mit Segmentbögen (vorne) wurde im 19. Jahrhundert in der Epoche des Historismus gebaut. Betont wurde das 1. Obergeschoss durch eine leichte Hervorhebung. Das Erdgeschoss liegt um vier Stufen über dem Straßenniveau; für diese Straße selten. Die verputzte Rückfassade wurde bei Modernisierungen vereinfacht. Nach den Adressbüchern war hier 1904 ein Malermeister, ein Fensterputzer und ein Schneidermeister wohnhaft. Eine Tabak- und Zigarrenhandlung befand sich im Erdgeschoss. In den 1960/70er Jahren wurde das Haus saniert.
Heute (2018) wird das Haus und das Haus durch einen 1875 gegründeten Schirmladen und zum Wohnen genutzt.
Der niederdeutsche Straßenname Schnoor (Snoor) bedeutet Schnur: Hier stehen die Häuser wie an einer Schnur aufgereiht. Der Name kam aber durch das Schiffshandwerk und der Herstellung von Seilen und Taue (= Schnur). 